# Лизогуб Володимир Сергійович
Лизогуб Володимир Сергійович (14 липня 1918, м. Миколаїв — 1996, м. Київ) — український режисер, актор. Народний артист УРСР (1974).

## Життєпис
Закінчив Харківський театральний інститут (1952, нині інститет мистецтв).
У 1947 був асистентом режисера О. Г. Крамова у Харківському театрі російської драми, потім став виступати головним образом як режисер. У 1954—1958 — головний режисер Харківського театра. У 1949—1958 викладав акторську майстерність і режисуру в Харківському театральному інституті. В 1958—1963 — Львівського театру Радянської Армії, з 1963 — режисер театра ім. Франка (Київ).
1963—1983 — режисер Київського драматичного театру імені Івана Франка.
Помер у Києві у 1996 році.

## Театральні роботи

### Ролі
Віктор («Машенька»), Ернандо («Хитромудра закохана» Лопе де Вега), Гостомисл («Сон князя Святослава» Іван Франко) та інші.

## Постановки
- У Харківському театрі — «Сім'я» Попова (1950), «Мати своїх дітей» Афіногенова (1953), «Оптимістична трагедія» Вишневського (1957); «Обоз другого розряду» Давуріна (1958);
- у Львівському театрі — «Цар Федір Іоаннович» О. К. Толстого (1959), «Іркутська історія» Арбузова (1959), «Океан» Штейна (1961) та інші.